# Jurgeniškiai
Jurgeniškiai – wieś na Litwie, w rejonie poswolskim w okręgu poniewieskim.